# Domenico Bottone
Domenico Bottone, citato anche come Bottoni (Lentini, 6 ottobre 1641 – 1726 circa) è stato un medico italiano.

## Biografia
Nacque a Lentini il 6 ottobre 1641, da Nicolò e Camilla Catanzaro Caruso. Suo padre, medico di professione, apparteneva a una famiglia aristocratica palermitana. Quando Domenico aveva appena sei anni, la famiglia si trasferì a Messina, dove egli intraprese gli studi di lettere e filosofia presso il Collegio dei gesuiti. La sua formazione fu ulteriormente arricchita dal suo ingresso all'Università di Messina, dove studiò medicina sotto la guida di illustri maestri, come il farmacologo Pietro Castelli e l'anatomista Marcello Malpighi, noto per il suo approccio rivoluzionario alla biologia. Si laureò probabilmente tra il 1665 e il 1667.
Nel 1668 sposò Filippa Raimondi, con la quale ebbe un figlio, Mario Saverio. All'inizio della sua carriera, il medico lentinese ottenne numerosi incarichi prestigiosi, tra cui quello di medico dell'arcivescovo di Messina, Simone Carafa Roccella, e del viceré marchese di Villafranca, che lo portò a trasferirsi a Palermo, città dove nel 1679 il governo spagnolo aveva trasferito la sede vicereale. A Palermo lavorò presso l'Ospedale dei Pellegrini e divenne noto anche alla corte del cardinale Luis Manuel Fernández Portocarrero y Guzmán, che lo segnalò a Re Carlo II di Spagna. Questo incontro segnò l'inizio di un periodo decisivo per il medico siciliano. Nel 1683 fu nominato protomedico all’Ospedale di San Giacomo di Napoli, ricevendo uno stipendio annuale di mille onze, una cifra notevole per l'epoca, che lo rese uno dei medici più ben remunerati.
Nel 1692 pubblicò la sua opera più importante, la Pyrologia Topographica, un trattato in cui esplorò le manifestazioni del fuoco e i suoi effetti sul corpo umano, contribuendo al dibattito scientifico dell'epoca. Nello stesso anno, però, un aggravarsi della sua malattia, la gotta, lo costrinse a rientrare a Messina, dove si stabilì definitivamente. Fu proprio in Sicilia che si trovò a vivere un momento storico tragico: il terremoto del 1693, che devastò gran parte del Val di Noto. In questa occasione, la Royal Society di Londra richiese a Marcello Malpighi una relazione sugli eventi tellurici che avevano colpito la Sicilia. Malpighi, ormai trasferitosi a Bologna, indirizzò l'incarico al suo ex allievo Bottone, che scrisse la Idea historico-physica de magno Trinacrie terraemotu, un'opera che gli valse, nel 1697, l'ingresso nella Royal Society come socio corrispondente, primo siciliano a ricevere tale onore.
A Messina continuò la sua attività professionale e si occupò anche di medicina preventiva, in particolare di malattie infettive. Tra i suoi incarichi, figurava quello di medico del Reale Albergo, dove curava marinai stranieri e si occupava di malattie contagiose, come la peste, che periodicamente minacciavano la città. Proprio sulla scia della paura di una pandemia, nel 1721 pubblicò la sua opera più significativa nel campo della prevenzione sanitaria, Preserve salutevoli contro il contagioso malore, un trattato che può essere considerato uno dei primi testi di igiene ed epidemiologia. In esso teorizzava che il contagio fosse dovuto all’azione del sole che sollevava semi pestiferi dalla terra. Sebbene questa teoria non avesse basi scientifiche, egli sottolineò l’importanza dell’igiene privata e pubblica, come la pulizia delle abitazioni e la cura dei cibi, nell’impedire la diffusione delle malattie.
Dopo il 1721 non si hanno più notizie precise su Bottone, ma sembra che morì a causa della gotta prima del 1726, anno in cui fu pubblicato il suo necrologio nel Giornale de' letterati d’Italia.

## Opere principali
- (LA) Domenico Bottone, Pyrologia topographica, Napoli, Domenico Antonio Parrini & Michele Luigi Mutio, 1692.
- (LA) Domenico Bottone, De immani Trinacriae terraemotu idea historico-physica, Messina, Eredi Vincenzo D'Amico, 1718.
- (LA) Domenico Bottone, Febris reumaticae malignae, Messina, Vittorino Maffei, 1712.
- (LA) Domenico Bottone, De arthritide, sic dicta, exercitationes, Messina, Eredi Vincenzo D'Amico & Fernandez, 1714.
- (LA) Domenico Bottone, Preserve salutevoli contro il contagioso malore, Messina, Eredi Vincenzo D'Amico & Fernandez, 1721.